# 和武憲皇后
和武顕皇后（わぶけんこうごう、? - 937年）、または和武憲皇后（わぶけんこうごう）は、五代十国時代の後唐の明宗李嗣源の皇后。姓は曹氏。

## 生涯
初め、李嗣源に正室として嫁いだ。女子を一人産んだ。後唐の荘宗李存勗のとき、楚国夫人に封ぜられた。
明宗が即位すると、淑妃（高位の妃嬪）に封じられた。曹氏は性格に風変わりなところがあって家政管理に慣れなかったので、皇后の位を側室の王氏にと辞退したが、王氏は婉曲的に拒否した。長興元年（930年）、曹氏は皇后に立てられた。庶子の李従厚が即位すると、皇太后に立てられた。
清泰3年閏11月26日（937年1月11日）、契丹の兵を引き入れた石敬瑭（曹氏の娘婿）によって洛陽が包囲された。皇太妃王氏が逃避を勧めたが、曹氏は覚悟を決めて拒否し、末帝李従珂と共に焼身自殺した。
『旧五代史』によれば「顕」、『新五代史』によれば「憲」の諡を石敬瑭により贈られ、夫の諡を重ねて「和武顕（憲）皇后」と称された。

## 女子
- 永寧公主（晋国公主、石敬瑭の皇后）

## 伝記資料
- 『新五代史』
- 『旧五代史』
- 『資治通鑑』